# Jan z Toszka
Jan z Toszka (ur. ok. 1425 w Toszku, zm. 29 listopada 1482 tamże) – filozof, prawnik, wykładowca Akademii Krakowskiej i dziekan Wydziału Sztuk Wyzwolonych, rektor szkoły mariackiej w Krakowie.

## Życiorys
Dokładna data jego urodzenia oraz data immatrykulacji na Akademii Krakowskiej nie są znane. W 1449 r. uzyskał stopień bakałarza, a w 1451 magistra sztuk wyzwolonych. W dalszej kolejności podjął studia w zakresie prawa. W 1465 występuje jako licencjat dekretów (być może stopień uzyskał wcześniej), a jednocześnie jako dziekan Wydziału Sztuk Wyzwolonych Akademii Krakowskiej. W roku 1466 został doktorem dekretów. Od 1474 r. członek Kolegium Prawa. W latach 1474–1476 delegat Wydziału Prawa podczas składania corocznych sprawozdań rachunkowych. Przez szereg lat związany z jedną z krakowskich szkół parafialnych – szkołą mariacką, gdzie jeszcze przed uzyskaniem stopnia licencjata prawa, był rektorem. Placówka ta posiadała kilkuosobowe grono nauczycielskie i patronat Rady Miejskiej, który pozwalał angażować nauczycieli o najwyższych kwalifikacjach. Szkoła przeznaczona była dla synów mieszczan krakowskich, w szczególności niemieckiego pochodzenia. W literaturze wzmiankowane są dwa spory sądowe z udziałem Jana z Toszka. W listopadzie 1475 r., wraz z mistrzami Grzegorzem ze Stawiszyna, Maciejem z Kobylina i Janem z Oświęcimia rozsądzał sprawę zamieszek wywołanych przez Mikołaja z Oleśnicy w jednej z krakowskich burs (winowajca został skazany na karę pieniężną). W 1478 r. sam miał sprawę w sądzie rektorskim ze Stanisławem z Kobylina o księgę Dekretów, którą wypożyczył z biblioteki kolegium (Janowi z Toszka nakazano jej zwrot). W związku z gwałtownym rozwojem epidemii cholery wyjechał z Krakowa w roku 1482, udając się do rodzinnego miasta. Zmarł w Toszku w dniu wspomnienia św. Andrzeja (29 listopada 1482).

## Działalność dydaktyczna i zainteresowania naukowe
Autor m.in. kopii komentarza do Fizyki Arystotelesa autorstwa Benedykta Hessego (1451), na podstawie której prowadził wykłady, jako magister sztuk wyzwolonych. W szkole mariackiej wykładał m.in. w oparciu o Liber Ragemnudi oraz Sentencje Piotra Lombarda. Obok m.in. Pawła z Worczyna, Benedykta Hessego czy św. Jana Kantego, należał do krakowskiego środowiska zwolenników nauk Jana Buridana (burydanizm).